# لوكاس كونيتشني
لوكاس كونيتشني (بالتشيكية: Lukáš Konečný)‏ (مواليد 19 يوليو 1978) هو ملاكم تشيكي، مثّل بلاده في الألعاب الأولمبية الصيفية 2000.

## روابط خارجية
لوكاس كونيتشني على موقع بوكس ريك (الإنجليزية) (registration required)
- لوكاس كونيتشني على موقع أوليمبيديا (الإنجليزية)
- لوكاس كونيتشني على موقع اللجنة الأولمبية التشيكية (التشيكية)